# Charles Louis Stanislas Heurteloup
Charles Louis Stanislas Heurteloup est un chirurgien urologue français né à le 16 février 1793 à Paris, où il est mort le 4 octobre 1864. 

## Biographie
Il est le fils de Nicolas Heurteloup.

## Travaux
L'Académie des sciences lui décerna plusieurs prix pour ses remarquables travaux sur la lithotritie. Il a publié entre autres :
- Rétrécissements de l'urètre (Paris, 1855, in-8 2e éd., 1859, in-8);
- Lithotripsie (Paris, 1858, in-8).

## Source
- Cet article contient des extraits de La Grande Encyclopédie dont le contenu se trouve dans le domaine public. Il est possible de supprimer cette indication si le texte reflète le savoir actuel sur ce thème, si les sources sont citées, s'il satisfait aux exigences linguistiques actuelles et s'il ne contient pas de propos qui vont à l'encontre des règles de neutralité de Wikipédia.